# Nemoricultrix
Nemoricultrix is een geslacht van rechtvleugeligen uit de familie sabelsprinkhanen (Tettigoniidae). De wetenschappelijke naam van dit geslacht is voor het eerst geldig gepubliceerd in 1940 door Mello-Leitão.

## Soorten
Het geslacht Nemoricultrix  is monotypisch en omvat slechts de volgende soort:
- Nemoricultrix costaribeiroi (Mello-Leitão, 1940)